# 7216 Ishkov
7216 Ishkov è un asteroide della fascia principale. Scoperto nel 1977, presenta un'orbita caratterizzata da un semiasse maggiore pari a 2,1570880 UA e da un'eccentricità di 0,1787464, inclinata di 2,01815° rispetto all'eclittica.